# Thilloy
Thilloy of Thilloy-lès-Bapaume is een gehucht in de Franse gemeente Ligny-Thilloy in het departement Pas-de-Calais. Het ligt in het noordoosten van de gemeente, zo'n halve kilometer ten noordoosten van het centrum van Ligny.

## Geschiedenis
Een oude vermelding van de plaats gaat terug tot de 12de eeuw als Tylloyt juxta Bapalmas. Thilloy was afhankelijk van de kerk van Ligny.
Op het eind van het ancien régime werd Thilloy een gemeente. In 1820 werd de gemeente (337 inwoners in 1806) al opgeheven en samengevoegd met buurgemeente Ligny-le-Barque (538 inwoners in 1806) in de gemeente Ligny-Thilloy.